# Arkadiusz Milik
Arkadiusz Krystian Milik, detto Arek (Tychy, 28 febbraio 1994), è un calciatore polacco, attaccante della Juventus e della nazionale polacca.

## Biografia
Milik nacque a Tychy, una cittadina nel sud della Polonia, a una ventina di chilometri da Katowice. Suo padre abbandonò la famiglia quando aveva appena 6 anni; ebbe un'infanzia difficile ma grazie a un allenatore di calcio, Sławomir "Moki" Mogilan, che ne notò le doti, intraprese la carriera di calciatore. All'età di 16 anni venne opzionato per 100 000 sterline dal Tottenham, al quale rinunciò, e, successivamente, convocato in Inghilterra dal Reading per sostenere un provino; rifiutò anche questo, per continuare la sua carriera in patria.
Nel 2015 è stato il testimonial polacco del videogioco di simulazione calcistica FIFA 16, affiancando il testimonial globale Lionel Messi sulla copertina del gioco nel suo Paese.

## Caratteristiche tecniche
È una prima punta mancina che sa disimpegnarsi anche come seconda punta o ala, soprattutto a destra. Possiede un tiro potente e preciso che gli consente di essere un ottimo finalizzatore, anche sui calci di punizione, ed è molto abile nei colpi di testa. La sua carriera è stata contraddistinta da una lunga serie di infortuni e di problemi muscolari, che ne hanno fortemente minato il redimento e l'utilizzo nelle varie stagioni.

## Carriera

### Club

#### Gli inizi
Cresce calcisticamente nel Górnik Zabrze, dove viene aggregato stabilmente in prima squadra a partire dalla stagione 2011-2012. 
Fa il suo esordio da titolare, a 17 anni, nella trasferta pareggiata per 1-1 contro lo Śląsk Breslavia, servendo l'assist per il gol di Paweł Olkowski. Realizza i suoi primi due gol con la maglia dei polacchi nel match casalingo vinto per 2-0 contro il Korona Kielce.
Il 1º gennaio 2013 passa al Bayer Leverkusen per 2,6 milioni di euro. Il 2 febbraio esordisce coi tedeschi nella partita persa 3-2 contro il Borussia Dortmund. Il 30 agosto 2013 viene mandato in prestito stagionale all'Augusta, squadra con cui trova il primo gol in Bundesliga, contro il Borussia M'gladbach, il 27 settembre. In campionato gioca 18 partite segnando 2 gol.

#### Ajax
Il 1º luglio 2014 passa in prestito con diritto di riscatto (fissato a 2,8 milioni di euro e avvenuto un anno dopo) agli olandesi dell'Ajax. Nella stagione 2014-2015 si laurea capocannoniere della KNVB beker con 8 gol, nonché miglior marcatore della squadra in Eredivisie con 11 gol in 21 presenze; esordisce inoltre in UEFA Champions League. Con la maglia dei Lancieri disputa due stagioni, segnando complessivamente, tra campionato e coppe, 47 gol in 76 partite.

#### Napoli

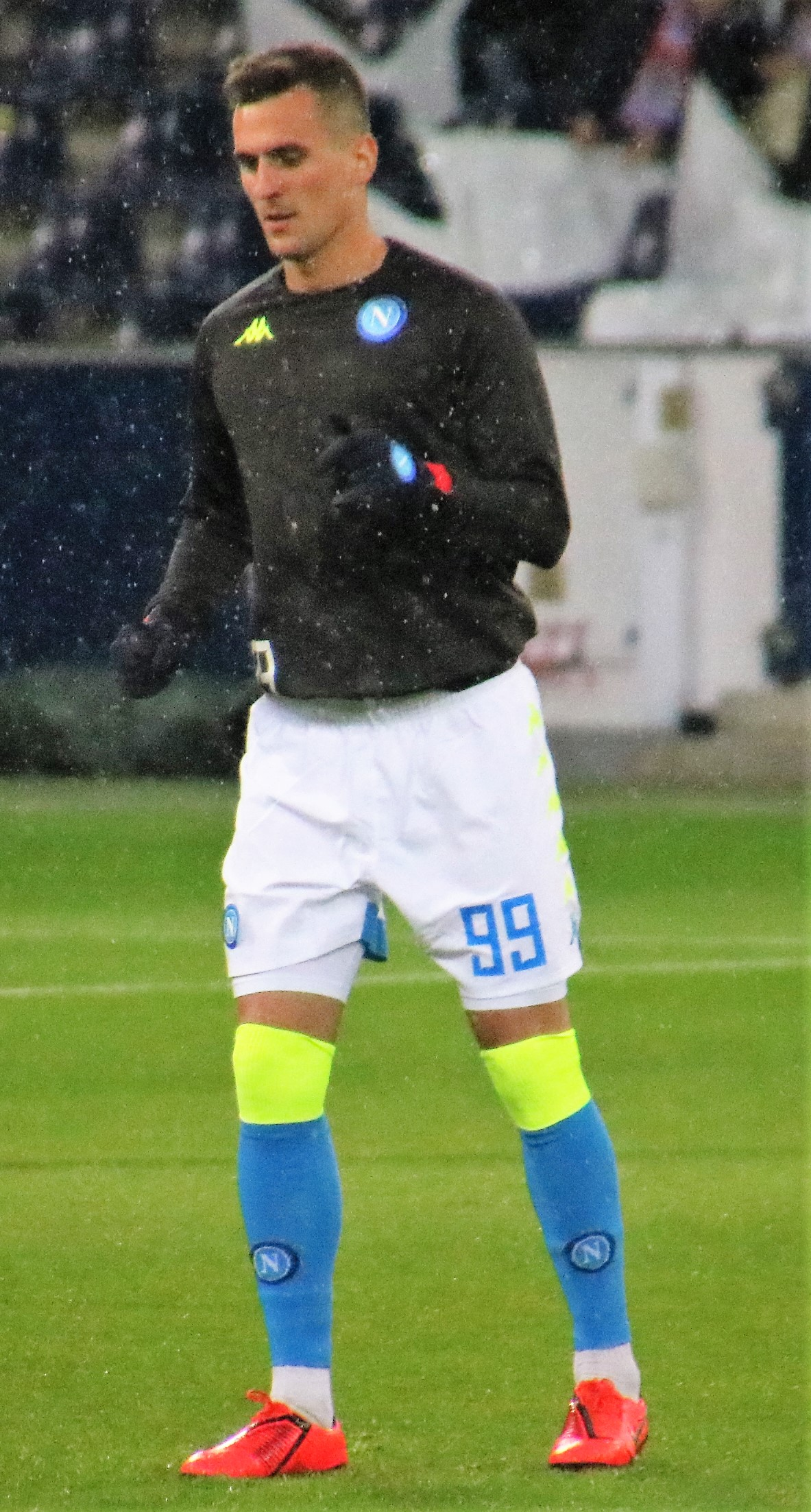
Milik in riscaldamento prepartita col Napoli nel 2019

Il 2 agosto 2016 viene acquistato a titolo definitivo dal Napoli per 32 milioni di euro più un milione di bonus. Il 21 dello stesso mese fa il suo esordio con gli azzurri e in Serie A nella partita Pescara-Napoli (2-2), subentrando a Manolo Gabbiadini. Nella giornata successiva, il 27 agosto, trova i primi gol con il Napoli, realizzando una doppietta nella vittoria interna contro il Milan (4-2). Sempre con una doppietta, il 13 settembre, esordisce con la maglia azzurra in UEFA Champions League, decidendo la gara della fase a gironi contro la Dinamo Kiev (1-2). A seguito della rottura del legamento crociato anteriore del ginocchio sinistro in nazionale, resta lontano dal terreno di gioco per quattro mesi, tornando in campo nel febbraio del 2017.
Agli inizi della sua seconda stagione in azzurro, il 23 settembre, durante la sfida in trasferta contro la SPAL, Milik si rompe di nuovo il legamento crociato anteriore, stavolta del ginocchio destro. Operato il giorno seguente, rientra in campo solo sei mesi dopo, il 3 marzo 2018, nella sconfitta interna contro la Roma (2-4). L'8 aprile, dopo più di otto mesi, torna al gol nella partita vinta contro il Chievo, servendo peraltro l'assist ad Amadou Diawara per il gol vittoria del definitivo 2-1.
Il 13 gennaio 2019, al suo terzo anno al Napoli, Milik mette a segno il suo primo gol in Coppa Italia, aprendo le marcature nell'incontro degli ottavi di finale Napoli-Sassuolo (2-0). Il 7 marzo seguente il polacco trova il suo primo centro con gli azzurri in UEFA Europa League, nella vittoria casalinga contro il Salisburgo (3-0). Conclude l'annata come miglior marcatore stagionale dei partenopei, con 20 reti in 47 presenze.
Nel suo quarto anno in azzurro, segnato da numerosi problemi fisici, Milik sigla la sua prima tripletta europea nella vittoria in UEFA Champions League contro il Genk (4-0). Il 17 giugno 2020, nella finale di Coppa Italia contro la Juventus, terminata 0-0 dopo i tempi regolamentati, il polacco segna il rigore decisivo che consegna la vittoria del trofeo al Napoli: si tratta peraltro del primo titolo in carriera di Milik.
Nella stagione successiva, giunto in scadenza di contratto e dopo aver rifiutato diverse opportunità di trasferimento, è escluso dalla lista giocatori per il campionato, venendo di fatto relegato fuori rosa.

#### Olympique Marsiglia

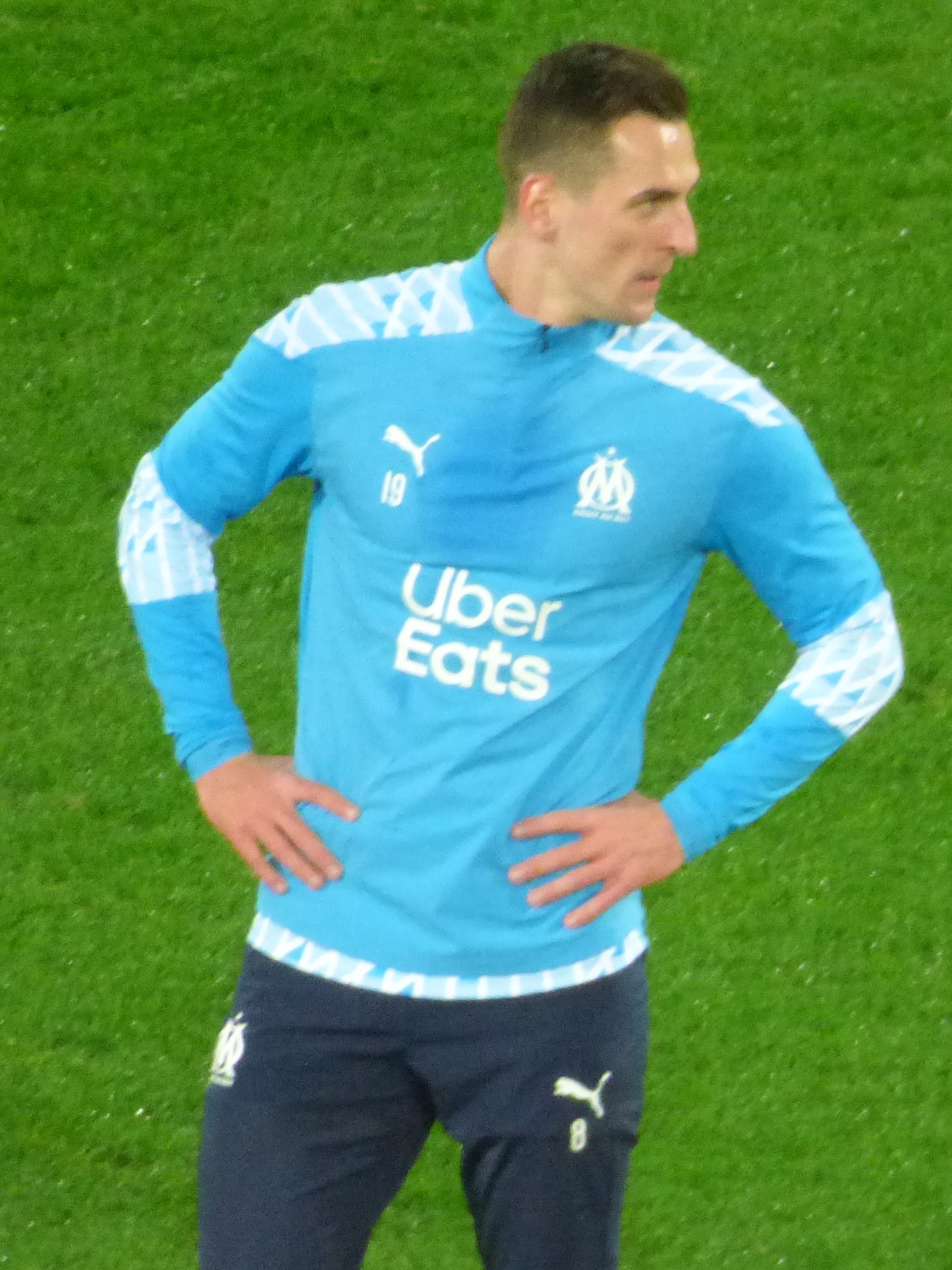
Milik in riscaldamento prepartita con l'Olympique Marsiglia nel 2021

Il 21 gennaio 2021 si trasferisce all'Olympique Marsiglia, in prestito con obbligo di riscatto.
Esordisce in Ligue 1 due giorni dopo, subentrando nel secondo tempo della partita persa per 3-1 in casa del Monaco. Segna il suo primo gol con la maglia dell'Olympique Marsiglia il successivo 3 febbraio, nella sfida in trasferta contro il Lens, terminata col punteggio di 2-2. Il 16 maggio 2021 realizza una tripletta nella vittoria interna per 3-2 contro l'Angers. Conclude i suoi primi sei mesi con 10 reti in 16 partite totali.
Nella sua seconda stagione con il club francese colleziona 37 presenze complessive, mettendo a segno 20 gol.

#### Juventus
Il 26 agosto 2022 viene ceduto alla Juventus in prestito oneroso per 800 000 euro. Debutta con la maglia bianconera il giorno seguente, in campionato, rilevando Fabio Miretti al 76' del pareggio interno contro la Roma (1-1). Pur a fronte delle difficoltà in cui incappa la squadra durante l'avvio di stagione, sul piano personale Milik ha un buon impatto con la realtà juventina: il 31 agosto, nella vittoria casalinga contro lo Spezia, sigla la sua prima rete per i piemontesi, quella del definitivo 2-0; il successivo 14 settembre mette a segno il suo primo gol con i bianconeri in UEFA Champions League, quello del momentaneo vantaggio nella sconfitta interna per 1-2 contro il Benfica. Anche nel prosieguo della stagione, che si rivela negativa per la Juventus sia dentro sia ancor più fuori dal campo, l'attaccante si afferma comunque tra i migliori elementi della rosa; viene così riscattato dalla società torinese per 6,3 milioni di euro.
Nella sua seconda stagione incontra più difficoltà sul piano personale, scivolando indietro nelle gerarchie dell'attacco juventino. Trova maggiore spazio in Coppa Italia, competizione dove l'11 gennaio 2024, nella vittoria per 4-0 sul Frosinone nei quarti di finale, mette a referto la sua prima tripletta in bianconero; nel prosieguo del torneo è decisivo nella semifinale di ritorno sul campo della Lazio, trovando la rete del 2-1 che, pur non impedendo la sconfitta, nel computo del risultato aggregato permette la qualificazione dei torinesi alla finale, poi vinta sempre a Roma contro l'Atalanta. Grazie alle 4 reti siglate, Milik si laurea capocannoniere della competizione.
La sua terza stagione a Torino è segnata da un grave infortunio al menisco mediale del ginocchio sinistro, rimediato durante un'amichevole in nazionale, che lo costringe a due operazioni e a un decorso problematico, cosa che gli fa saltare l'intera annata.

### Nazionale

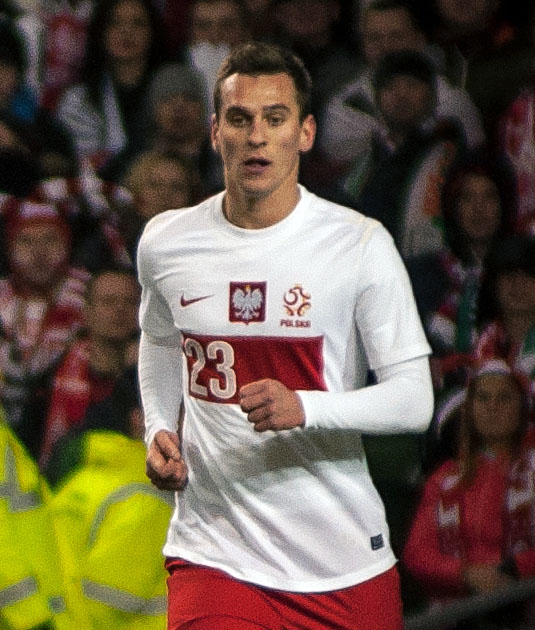
Milik in azione per la nazionale polacca nel 2013

Viene convocato per il campionato d'Europa 2016 in Francia, siglando, nella gara d'esordio, il gol decisivo per la vittoria contro l'Irlanda del Nord (1-0).
L'8 ottobre 2016 resta vittima di un grave infortunio con la maglia della nazionale: durante la partita delle qualificazioni mondiali vinta a Varsavia per 3-2 contro la Danimarca, in seguito a uno scontro di gioco con Jannik Vestergaard, riporta la rottura totale del legamento crociato anteriore del ginocchio sinistro. Dopo essere subentrato dalla panchina nella sua partita di ritorno in nazionale, sempre contro i danesi, gioca da titolare tre giorni dopo, nella partita contro il Kazakistan, aprendo le marcature nel successo per 3-0 della sua nazionale.
Viene convocato per la fase finale del campionato del mondo 2018, dove tuttavia, per scelta tecnica, disputa solo la prima partita, deludendo come il resto della squadra, eliminata da ultima nel girone.
Nel 2021 viene inizialmente convocato per il campionato d'Europa 2020 (posticipato di un anno a causa della pandemia di COVID-19), ma è costretto a rinunciarci per problemi fisici.
L'anno seguente, a novembre, viene inserito dal selezionatore Czesław Michniewicz nella rosa polacca partecipante al campionato del mondo 2022 in Qatar.

## Statistiche

### Presenze e reti nei club
Statistiche aggiornate al 20 maggio 2024.
| Stagione                   | Squadra                    | Campionato                 | Campionato | Campionato | Coppe nazionali | Coppe nazionali | Coppe nazionali | Coppe continentali | Coppe continentali | Coppe continentali | Altre coppe | Altre coppe | Altre coppe | Totale | Totale |
| Stagione                   | Squadra                    | Comp                       | Pres       | Reti       | Comp            | Pres            | Reti            | Comp               | Pres               | Reti               | Comp        | Pres        | Reti        | Pres   | Reti   |
| -------------------------- | -------------------------- | -------------------------- | ---------- | ---------- | --------------- | --------------- | --------------- | ------------------ | ------------------ | ------------------ | ----------- | ----------- | ----------- | ------ | ------ |
| 2011-2012                  | Górnik Zabrze              | EK                         | 24         | 4          | CP              | 1               | 0               | -                  | -                  | -                  | -           | -           | -           | 25     | 4      |
| 2012-gen. 2013             | Górnik Zabrze              | EK                         | 14         | 7          | CP              | 1               | 1               | -                  | -                  | -                  | -           | -           | -           | 15     | 8      |
| Totale Górnik Zabrze       | Totale Górnik Zabrze       | Totale Górnik Zabrze       | 38         | 11         |                 | 2               | 1               |                    | -                  | -                  |             | -           | -           | 40     | 12     |
| gen.-giu. 2013             | Bayer Leverkusen           | BL                         | 6          | 0          | CG              | 0               | 0               | UEL                | 2                  | 0                  | -           | -           | -           | 8      | 0      |
| 2013-2014                  | Augusta                    | BL                         | 18         | 2          | CG              | 2               | 0               | -                  | -                  | -                  | -           | -           | -           | 20     | 2      |
| 2014-2015                  | Ajax                       | ED                         | 21         | 11         | CO              | 3               | 8               | UCL+UEL            | 5+4                | 1+3                | JCS         | 1           | 0           | 34     | 23     |
| 2015-2016                  | Ajax                       | ED                         | 31         | 21         | CO              | 2               | 0               | UCL+UEL            | 2+7                | 1+2                | -           | -           | -           | 42     | 24     |
| Totale Ajax                | Totale Ajax                | Totale Ajax                | 52         | 32         |                 | 5               | 8               |                    | 18                 | 7                  |             | 1           | 0           | 76     | 47     |
| 2016-2017                  | Napoli                     | A                          | 17         | 5          | CI              | 2               | 0               | UCL                | 4                  | 3                  | -           | -           | -           | 23     | 8      |
| 2017-2018                  | Napoli                     | A                          | 15         | 5          | CI              | 0               | 0               | UCL+UEL            | 2+0                | 1+0                | -           | -           | -           | 17     | 6      |
| 2018-2019                  | Napoli                     | A                          | 35         | 17         | CI              | 2               | 1               | UCL+UEL            | 4+6                | 0+2                | -           | -           | -           | 47     | 20     |
| 2019-2020                  | Napoli                     | A                          | 26         | 11         | CI              | 4               | 0               | UCL                | 5                  | 3                  | -           | -           | -           | 35     | 14     |
| 2020-gen. 2021             | Napoli                     | A                          | 0          | 0          | CI              | 0               | 0               | UEL                | 0                  | 0                  | SI          | 0           | 0           | 0      | 0      |
| Totale Napoli              | Totale Napoli              | Totale Napoli              | 93         | 38         |                 | 8               | 1               |                    | 21                 | 9                  |             | -           | -           | 122    | 48     |
| gen.-giu. 2021             | Olympique Marsiglia        | L1                         | 15         | 9          | CF              | 1               | 1               | UCL                | -                  | -                  | -           | -           | -           | 16     | 10     |
| 2021-2022                  | Olympique Marsiglia        | L1                         | 23         | 7          | CF              | 4               | 5               | UEL+UECL           | 5+5                | 4+4                | -           | -           | -           | 37     | 20     |
| lug.-ago. 2022             | Olympique Marsiglia        | L1                         | 2          | 0          | CF              | 0               | 0               | UCL                | 0                  | 0                  | -           | -           | -           | 2      | 0      |
| Totale Olympique Marsiglia | Totale Olympique Marsiglia | Totale Olympique Marsiglia | 40         | 16         |                 | 5               | 6               |                    | 10                 | 8                  |             | -           | -           | 55     | 30     |
| ago. 2022-2023             | Juventus                   | A                          | 27         | 7          | CI              | 3               | 0               | UCL+UEL            | 5+4                | 2+0                | -           | -           | -           | 39     | 9      |
| 2023-2024                  | Juventus                   | A                          | 32         | 4          | CI              | 4               | 4               | -                  | -                  | -                  | -           | -           | -           | 36     | 8      |
| 2024-2025                  | Juventus                   | A                          | 0          | 0          | CI              | -               | -               | UCL                | -                  | -                  | SI+Cmc      | -           | -           | 0      | 0      |
| Totale Juventus            | Totale Juventus            | Totale Juventus            | 59         | 11         |                 | 7               | 4               |                    | 9                  | 2                  |             | -           | -           | 75     | 17     |
| Totale carriera            | Totale carriera            | Totale carriera            | 305        | 110        |                 | 29              | 20              |                    | 60                 | 26                 |             | 1           | 0           | 395    | 156    |

### Cronologia presenze e reti in nazionale
| Cronologia completa delle presenze e delle reti in nazionale ― Polonia | Cronologia completa delle presenze e delle reti in nazionale ― Polonia | Cronologia completa delle presenze e delle reti in nazionale ― Polonia | Cronologia completa delle presenze e delle reti in nazionale ― Polonia | Cronologia completa delle presenze e delle reti in nazionale ― Polonia | Cronologia completa delle presenze e delle reti in nazionale ― Polonia | Cronologia completa delle presenze e delle reti in nazionale ― Polonia | Cronologia completa delle presenze e delle reti in nazionale ― Polonia |
| Data                                                                   | Città                                                                  | In casa                                                                | Risultato                                                              | Ospiti                                                                 | Competizione                                                           | Reti                                                                   | Note                                                                   |
| ---------------------------------------------------------------------- | ---------------------------------------------------------------------- | ---------------------------------------------------------------------- | ---------------------------------------------------------------------- | ---------------------------------------------------------------------- | ---------------------------------------------------------------------- | ---------------------------------------------------------------------- | ---------------------------------------------------------------------- |
| 12-10-2012                                                             | Varsavia                                                               | Polonia                                                                | 1 – 0                                                                  | Sudafrica                                                              | Amichevole                                                             | -                                                                      | 58’                                                                    |
| 17-10-2012                                                             | Varsavia                                                               | Polonia                                                                | 1 – 1                                                                  | Inghilterra                                                            | Qual. Mondiali 2014                                                    | -                                                                      | 83’                                                                    |
| 14-11-2012                                                             | Danzica                                                                | Polonia                                                                | 1 – 3                                                                  | Uruguay                                                                | Amichevole                                                             | -                                                                      | 83’                                                                    |
| 14-12-2012                                                             | Adalia                                                                 | Polonia                                                                | 4 – 1                                                                  | Macedonia                                                              | Amichevole                                                             | 1                                                                      |                                                                        |
| 6-2-2013                                                               | Dublino                                                                | Irlanda                                                                | 2 – 0                                                                  | Polonia                                                                | Amichevole                                                             | -                                                                      | 60’                                                                    |
| 26-3-2013                                                              | Varsavia                                                               | Polonia                                                                | 5 – 0                                                                  | San Marino                                                             | Qual. Mondiali 2014                                                    | -                                                                      | 54’ 58’                                                                |
| 5-3-2014                                                               | Varsavia                                                               | Polonia                                                                | 0 – 1                                                                  | Scozia                                                                 | Amichevole                                                             | -                                                                      |                                                                        |
| 13-5-2014                                                              | Amburgo                                                                | Germania                                                               | 0 – 0                                                                  | Polonia                                                                | Amichevole                                                             | -                                                                      | 53’                                                                    |
| 6-6-2014                                                               | Danzica                                                                | Polonia                                                                | 2 – 1                                                                  | Lituania                                                               | Amichevole                                                             | 1                                                                      |                                                                        |
| 7-9-2014                                                               | Faro                                                                   | Gibilterra                                                             | 0 – 7                                                                  | Polonia                                                                | Qual. Euro 2016                                                        | -                                                                      | 71’                                                                    |
| 11-10-2014                                                             | Varsavia                                                               | Polonia                                                                | 2 – 0                                                                  | Germania                                                               | Qual. Euro 2016                                                        | 1                                                                      | 77’                                                                    |
| 14-10-2014                                                             | Varsavia                                                               | Polonia                                                                | 2 – 2                                                                  | Scozia                                                                 | Qual. Euro 2016                                                        | 1                                                                      |                                                                        |
| 14-11-2014                                                             | Tbilisi                                                                | Georgia                                                                | 0 – 4                                                                  | Polonia                                                                | Qual. Euro 2016                                                        | 1                                                                      |                                                                        |
| 18-11-2014                                                             | Breslavia                                                              | Polonia                                                                | 2 – 2                                                                  | Svizzera                                                               | Amichevole                                                             | 1                                                                      | 46’                                                                    |
| 29-3-2015                                                              | Dublino                                                                | Irlanda                                                                | 1 – 1                                                                  | Polonia                                                                | Qual. Euro 2016                                                        | -                                                                      | 84’                                                                    |
| 13-6-2015                                                              | Varsavia                                                               | Polonia                                                                | 4 – 0                                                                  | Georgia                                                                | Qual. Euro 2016                                                        | 1                                                                      |                                                                        |
| 16-6-2015                                                              | Danzica                                                                | Polonia                                                                | 0 – 0                                                                  | Grecia                                                                 | Amichevole                                                             | -                                                                      | 78’                                                                    |
| 4-9-2015                                                               | Francoforte sul Meno                                                   | Germania                                                               | 3 – 1                                                                  | Polonia                                                                | Qual. Euro 2016                                                        | -                                                                      |                                                                        |
| 7-9-2015                                                               | Varsavia                                                               | Polonia                                                                | 8 – 1                                                                  | Gibilterra                                                             | Qual. Euro 2016                                                        | 2                                                                      |                                                                        |
| 8-10-2015                                                              | Glasgow                                                                | Scozia                                                                 | 2 – 2                                                                  | Polonia                                                                | Qual. Euro 2016                                                        | -                                                                      | 63’                                                                    |
| 13-11-2015                                                             | Varsavia                                                               | Polonia                                                                | 4 – 2                                                                  | Islanda                                                                | Amichevole                                                             | -                                                                      | 86’                                                                    |
| 17-11-2015                                                             | Breslavia                                                              | Polonia                                                                | 3 – 1                                                                  | Rep. Ceca                                                              | Amichevole                                                             | 1                                                                      |                                                                        |
| 23-3-2016                                                              | Poznań                                                                 | Polonia                                                                | 1 – 0                                                                  | Serbia                                                                 | Amichevole                                                             | -                                                                      |                                                                        |
| 26-3-2016                                                              | Breslavia                                                              | Polonia                                                                | 5 – 0                                                                  | Finlandia                                                              | Amichevole                                                             | -                                                                      | 63’                                                                    |
| 1-6-2016                                                               | Danzica                                                                | Polonia                                                                | 1 – 2                                                                  | Paesi Bassi                                                            | Amichevole                                                             | -                                                                      | 87’                                                                    |
| 6-6-2016                                                               | Breslavia                                                              | Polonia                                                                | 0 – 0                                                                  | Lituania                                                               | Amichevole                                                             | -                                                                      |                                                                        |
| 12-6-2016                                                              | Nizza                                                                  | Polonia                                                                | 1 – 0                                                                  | Irlanda del Nord                                                       | Euro 2016 - 1º turno                                                   | 1                                                                      |                                                                        |
| 16-6-2016                                                              | Saint-Denis                                                            | Germania                                                               | 0 – 0                                                                  | Polonia                                                                | Euro 2016 - 1º turno                                                   | -                                                                      |                                                                        |
| 21-6-2016                                                              | Marsiglia                                                              | Ucraina                                                                | 0 – 1                                                                  | Polonia                                                                | Euro 2016 - 1º turno                                                   | -                                                                      | 90+3’                                                                  |
| 25-6-2016                                                              | Saint-Étienne                                                          | Svizzera                                                               | 1 – 1 dts (4 – 5 dtr)                                                  | Polonia                                                                | Euro 2016 - Ottavi di finale                                           | -                                                                      |                                                                        |
| 30-6-2016                                                              | Marsiglia                                                              | Polonia                                                                | 1 – 1 dts (3 – 5 dtr)                                                  | Portogallo                                                             | Euro 2016 - Quarti di finale                                           | -                                                                      |                                                                        |
| 4-9-2016                                                               | Astana                                                                 | Kazakistan                                                             | 2 – 2                                                                  | Polonia                                                                | Qual. Mondiali 2018                                                    | -                                                                      |                                                                        |
| 8-10-2016                                                              | Varsavia                                                               | Polonia                                                                | 3 – 2                                                                  | Danimarca                                                              | Qual. Mondiali 2018                                                    | -                                                                      | 46’                                                                    |
| 10-6-2017                                                              | Varsavia                                                               | Polonia                                                                | 3 – 1                                                                  | Romania                                                                | Qual. Mondiali 2018                                                    | -                                                                      | 72’                                                                    |
| 1-9-2017                                                               | Copenaghen                                                             | Danimarca                                                              | 4 – 0                                                                  | Polonia                                                                | Qual. Mondiali 2018                                                    | -                                                                      | 62’                                                                    |
| 4-9-2017                                                               | Varsavia                                                               | Polonia                                                                | 3 – 0                                                                  | Kazakistan                                                             | Qual. Mondiali 2018                                                    | 1                                                                      |                                                                        |
| 23-3-2018                                                              | Breslavia                                                              | Polonia                                                                | 0 – 1                                                                  | Nigeria                                                                | Amichevole                                                             | -                                                                      | 72’                                                                    |
| 27-3-2018                                                              | Varsavia                                                               | Polonia                                                                | 3 – 2                                                                  | Corea del Sud                                                          | Amichevole                                                             | -                                                                      | 61’                                                                    |
| 8-6-2018                                                               | Poznań                                                                 | Polonia                                                                | 2 – 2                                                                  | Cile                                                                   | Amichevole                                                             | -                                                                      | 46’                                                                    |
| 12-6-2018                                                              | Varsavia                                                               | Polonia                                                                | 4 – 0                                                                  | Lituania                                                               | Amichevole                                                             | -                                                                      |                                                                        |
| 19-6-2018                                                              | Mosca                                                                  | Polonia                                                                | 1 – 2                                                                  | Senegal                                                                | Mondiali 2018 - 1º turno                                               | -                                                                      | 73’                                                                    |
| 11-9-2018                                                              | Breslavia                                                              | Polonia                                                                | 1 – 1                                                                  | Irlanda                                                                | Amichevole                                                             | -                                                                      |                                                                        |
| 14-10-2018                                                             | Chorzów                                                                | Polonia                                                                | 0 – 1                                                                  | Italia                                                                 | UEFA Nations League 2018-2019 - 1º turno                               | -                                                                      |                                                                        |
| 15-11-2018                                                             | Danzica                                                                | Polonia                                                                | 0 – 1                                                                  | Rep. Ceca                                                              | Amichevole                                                             | -                                                                      | 78’                                                                    |
| 20-11-2018                                                             | Guimarães                                                              | Portogallo                                                             | 1 – 1                                                                  | Polonia                                                                | UEFA Nations League 2018-2019 - 1º turno                               | 1                                                                      |                                                                        |
| 21-3-2019                                                              | Vienna                                                                 | Austria                                                                | 0 – 1                                                                  | Polonia                                                                | Qual. Euro 2020                                                        | -                                                                      | 46’                                                                    |
| 24-3-2019                                                              | Varsavia                                                               | Polonia                                                                | 2 – 0                                                                  | Lettonia                                                               | Qual. Euro 2020                                                        | -                                                                      | 87’                                                                    |
| 10-6-2019                                                              | Varsavia                                                               | Polonia                                                                | 4 – 0                                                                  | Israele                                                                | Qual. Euro 2020                                                        | -                                                                      | 73’                                                                    |
| 13-10-2019                                                             | Varsavia                                                               | Polonia                                                                | 2 – 0                                                                  | Macedonia del Nord                                                     | Qual. Euro 2020                                                        | 1                                                                      | 68’                                                                    |
| 4-9-2020                                                               | Amsterdam                                                              | Paesi Bassi                                                            | 1 – 0                                                                  | Polonia                                                                | UEFA Nations League 2020-2021 - 1º turno                               | -                                                                      | 63’                                                                    |
| 7-9-2020                                                               | Zenica                                                                 | Bosnia ed Erzegovina                                                   | 1 – 2                                                                  | Polonia                                                                | UEFA Nations League 2020-2021 - 1º turno                               | -                                                                      | 82’                                                                    |
| 7-10-2020                                                              | Danzica                                                                | Polonia                                                                | 5 – 1                                                                  | Finlandia                                                              | Amichevole                                                             | 1                                                                      |                                                                        |
| 11-10-2020                                                             | Danzica                                                                | Polonia                                                                | 0 – 0                                                                  | Italia                                                                 | UEFA Nations League 2020-2021 - 1º turno                               | -                                                                      | 70’                                                                    |
| 14-10-2020                                                             | Breslavia                                                              | Polonia                                                                | 3 – 0                                                                  | Bosnia ed Erzegovina                                                   | UEFA Nations League 2020-2021 - 1º turno                               | -                                                                      | 58’                                                                    |
| 11-11-2020                                                             | Chorzów                                                                | Polonia                                                                | 2 – 0                                                                  | Ucraina                                                                | Amichevole                                                             | -                                                                      | cap. 62’                                                               |
| 15-11-2020                                                             | Reggio Emilia                                                          | Italia                                                                 | 2 – 0                                                                  | Polonia                                                                | UEFA Nations League 2020-2021 - 1º turno                               | -                                                                      | 74’                                                                    |
| 25-3-2021                                                              | Budapest                                                               | Ungheria                                                               | 3 – 3                                                                  | Polonia                                                                | Qual. Mondiali 2022                                                    | -                                                                      | 84’                                                                    |
| 28-3-2021                                                              | Varsavia                                                               | Polonia                                                                | 3 – 0                                                                  | Andorra                                                                | Qual. Mondiali 2022                                                    | -                                                                      | 60’                                                                    |
| 31-3-2021                                                              | Londra                                                                 | Inghilterra                                                            | 2 – 1                                                                  | Polonia                                                                | Qual. Mondiali 2022                                                    | -                                                                      | 46’                                                                    |
| 12-11-2021                                                             | Andorra la Vella                                                       | Andorra                                                                | 1 – 4                                                                  | Polonia                                                                | Qual. Mondiali 2022                                                    | 1                                                                      | 77’                                                                    |
| 15-11-2021                                                             | Varsavia                                                               | Polonia                                                                | 1 – 2                                                                  | Ungheria                                                               | Qual. Mondiali 2022                                                    | -                                                                      | 65’                                                                    |
| 24-3-2022                                                              | Glasgow                                                                | Scozia                                                                 | 1 – 1                                                                  | Polonia                                                                | Amichevole                                                             | -                                                                      | 27’                                                                    |
| 22-9-2022                                                              | Varsavia                                                               | Polonia                                                                | 0 – 2                                                                  | Paesi Bassi                                                            | UEFA Nations League 2022-2023 - 1º turno                               | -                                                                      | 46’                                                                    |
| 16-11-2022                                                             | Varsavia                                                               | Polonia                                                                | 1 – 0                                                                  | Cile                                                                   | Amichevole                                                             | -                                                                      | 59’                                                                    |
| 22-11-2022                                                             | Doha                                                                   | Messico                                                                | 0 – 0                                                                  | Polonia                                                                | Mondiali 2022 - 1º turno                                               | -                                                                      | 87’                                                                    |
| 26-11-2022                                                             | Al Rayyan                                                              | Polonia                                                                | 2 – 0                                                                  | Arabia Saudita                                                         | Mondiali 2022 - 1º turno                                               | -                                                                      | 19’ 71’                                                                |
| 4-12-2022                                                              | Doha                                                                   | Francia                                                                | 3 – 1                                                                  | Polonia                                                                | Mondiali 2022 - Ottavi di finale                                       | -                                                                      | 64’                                                                    |
| 16-6-2023                                                              | Varsavia                                                               | Polonia                                                                | 1 – 0                                                                  | Germania                                                               | Amichevole                                                             | -                                                                      | 46’                                                                    |
| 20-6-2023                                                              | Chișinău                                                               | Moldavia                                                               | 3 – 2                                                                  | Polonia                                                                | Qual. Euro 2024                                                        | 1                                                                      | 73’                                                                    |
| 7-9-2023                                                               | Varsavia                                                               | Polonia                                                                | 2 – 0                                                                  | Fær Øer                                                                | Qual. Euro 2024                                                        | -                                                                      | 59’                                                                    |
| 12-10-2023                                                             | Tórshavn                                                               | Fær Øer                                                                | 0 – 2                                                                  | Polonia                                                                | Qual. Euro 2024                                                        | -                                                                      | 43’ 59’                                                                |
| 15-10-2023                                                             | Varsavia                                                               | Polonia                                                                | 1 – 1                                                                  | Moldavia                                                               | Qual. Euro 2024                                                        | -                                                                      | 72’                                                                    |
| 7-6-2024                                                               | Varsavia                                                               | Polonia                                                                | 3 – 1                                                                  | Ucraina                                                                | Amichevole                                                             | -                                                                      | 5’                                                                     |
| Totale                                                                 |                                                                        | Presenze                                                               | 73                                                                     |                                                                        | Reti                                                                   | 17                                                                     |                                                                        |

| Cronologia completa delle presenze e delle reti in nazionale ― Polonia under 21 | Cronologia completa delle presenze e delle reti in nazionale ― Polonia under 21 | Cronologia completa delle presenze e delle reti in nazionale ― Polonia under 21 | Cronologia completa delle presenze e delle reti in nazionale ― Polonia under 21 | Cronologia completa delle presenze e delle reti in nazionale ― Polonia under 21 | Cronologia completa delle presenze e delle reti in nazionale ― Polonia under 21 | Cronologia completa delle presenze e delle reti in nazionale ― Polonia under 21 | Cronologia completa delle presenze e delle reti in nazionale ― Polonia under 21 |
| Data                                                                            | Città                                                                           | In casa                                                                         | Risultato                                                                       | Ospiti                                                                          | Competizione                                                                    | Reti                                                                            | Note                                                                            |
| ------------------------------------------------------------------------------- | ------------------------------------------------------------------------------- | ------------------------------------------------------------------------------- | ------------------------------------------------------------------------------- | ------------------------------------------------------------------------------- | ------------------------------------------------------------------------------- | ------------------------------------------------------------------------------- | ------------------------------------------------------------------------------- |
| 6-9-2012                                                                        | Ekaterinburg                                                                    | Russia under 21                                                                 | 4 – 1                                                                           | Polonia under 21                                                                | Qual. Europeo Under-21 2013                                                     | -                                                                               | 71’                                                                             |
| 10-9-2012                                                                       | Gdynia                                                                          | Polonia under 21                                                                | 0 – 0                                                                           | Portogallo under 21                                                             | Qual. Europeo Under-21 2013                                                     | -                                                                               | 58’                                                                             |
| 6-6-2013                                                                        | Cracovia                                                                        | Polonia under 21                                                                | 2 – 0                                                                           | Malta under 21                                                                  | Qual. Europeo Under-21 2015                                                     | 1                                                                               |                                                                                 |
| 10-6-2013                                                                       | Fredrikstad                                                                     | Norvegia under 21                                                               | 4 – 2                                                                           | Polonia under 21                                                                | Amichevole                                                                      | 1                                                                               | 53’                                                                             |
| 13-8-2013                                                                       | Varsavia                                                                        | Polonia under 21                                                                | 3 – 1                                                                           | Turchia under 21                                                                | Qual. Europeo Under-21 2015                                                     | 2                                                                               | 83’                                                                             |
| 12-10-2013                                                                      | Cracovia                                                                        | Polonia under 21                                                                | 2 – 0                                                                           | Svezia under 21                                                                 | Qual. Europeo Under-21 2015                                                     | -                                                                               | 88’                                                                             |
| 15-10-2013                                                                      | Adalia                                                                          | Turchia under 21                                                                | 1 – 0                                                                           | Polonia under 21                                                                | Qual. Europeo Under-21 2015                                                     | -                                                                               |                                                                                 |
| 15-11-2013                                                                      | Ta' Qali                                                                        | Malta under 21                                                                  | 1 – 5                                                                           | Polonia under 21                                                                | Qual. Europeo Under-21 2015                                                     | 3                                                                               | 69’                                                                             |
| 19-11-2013                                                                      | Cracovia                                                                        | Polonia under 21                                                                | 3 – 1                                                                           | Grecia under 21                                                                 | Qual. Europeo Under-21 2015                                                     | 3                                                                               |                                                                                 |
| Totale                                                                          |                                                                                 | Presenze                                                                        | 9                                                                               |                                                                                 | Reti                                                                            | 10                                                                              |                                                                                 |

## Palmarès

### Club
- Coppa Italia: 2

Napoli: 2019-2020
Juventus: 2023-2024

### Individuale
- Capocannoniere della Coppa dei Paesi Bassi: 1

2014-2015 (8 gol)
- Capocannoniere della Coppa di Francia: 1

2021-2022 (5 gol)
- Capocannoniere della Coppa Italia: 1

2023-2024 (4 gol)